# Söhngeïta
La söhngeïta és un mineral de la classe dels òxids que pertany i dona nom al subgrup de la söhngeïta. És una perovskita no-estequiomètrica. Va ser anomenada en honor de Adolf Paul Gerhard Söhnge (1913-2006), geòleg en cap de la corporació Tsumeb; va ser qui va descobrir el mineral. També va ser professor a la universitat de Stellenbosch (1968-1978).

## Característiques
La söhngeïta és hidròxid de gal·li de fórmula química Ga(OH)₃. Cristal·litza en el sistema ortoròmbic. Apareix en forma de grups i agregats cristal·lins maclats, de fins a 1 cm; molt rarament apareix en forma de cristalls individuals. Les seves macles segueixen una llei desconeguda. És l'anàleg mineral amb gal·li de la bernalita i la dzhalindita.
Segons la classificació de Nickel-Strunz, la söhngeïta pertany a «04.FC: Hidròxids (sense V o U), amb OH, sense H₂O; octaedres que comparetixen angles» juntament amb els següents minerals: bernalita, dzhalindita, burtita, mushistonita, natanita, schoenfliesita, vismirnovita, wickmanita, jeanbandyita, mopungita, stottita, tetrawickmanita, ferronigerita-2N1S, magnesionigerita-6N6S, magnesionigerita-2N1S, ferronigerita-6N6S, zinconigerita-2N1S, zinconigerita-6N6S, magnesiotaaffeïta-6N'3S i magnesiotaaffeïa-2N'2S.

## Formació i jaciments
La söhngeïta és un producte d'alteració de germanita amb contingut de gal·lita en la zona d'oxidació d'un dipòsit mineral polimetàl·lic contingut en dolomia. Va ser descoberta a la mina Tsumeb, a la Regió d'Oshikoto (Namíbia). Es tracta de l'únic indret on s'ha trobat aquesta espècie mineral.